# Prima 3
Robna kuća Prima 3 d.o.o. ili Prima 3 je robna kuća u gradu Splitu smještenog na Splitu 3 na adresi Ruđera Boškovića 18a.

## Povijest
Izgrađen je i otvoren 1978. godine za potrebe tadašnjeg velikog trgovačkog giganta "Jadrantekstil-a". Sagrađen je na površini od 10 000 m2 i ima 4 kata. Privatizirana je 2004. godine, a nakon renoviranja otvorena je 11. ožujka 2005. godine.

## Vanjske poveznice
- Službena stranica Prime 3  Arhivirana inačica izvorne stranice od 21. studenoga 2019. (Wayback Machine)